# Centro de procesamiento de datos modular
Un sistema de centro de procesamiento de datos modular es un método portable de desplegar capacidades de un centro de procesamiento de datos. Como alternativa a un centro de procesamiento de datos tradicional, un centro de procesamiento de datos modular se puede mover a cualquier lugar donde se necesita capacidad de procesamiento de datos.

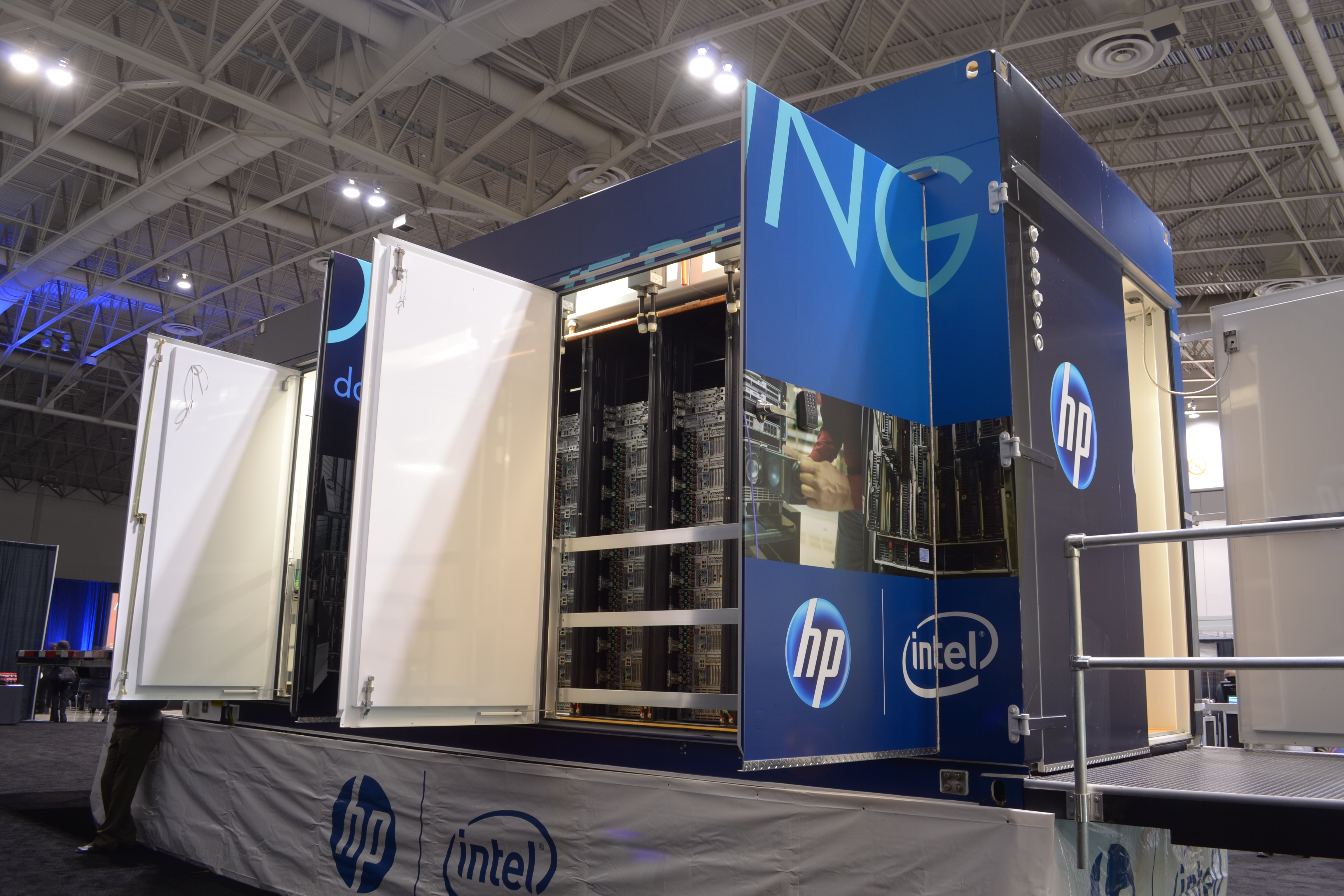
Centro de procesamiento de datos modular de HP, modelo 240a.

Una de las razones principales detrás del avance de los centros de procesamiento de datos modulares es el reconocimiento de que la parte de la tecnología de la información ya no es un elemento aislado dentro de las empresas, sino que la eficiencia de éste es importante para que se puedan generar beneficios. Esto es así porque hoy en día la tecnología de la información está en el núcleo de casi todas las operaciones de una empresa. Si además se tiene en cuenta que diferentes departamentos y áreas de negocio usan la tecnología de la información en momentos e intensidades diferentes, la modularidad de los centros de procesamiento de datos aún obtiene más importancia.
Los sistemas de centro de procesamiento de datos modulares se componen de diferentes módulos y elementos para ofrecer las capacidades un de centro de procesamiento de datos con distintas opciones de alimentación y refrigeración. Los módulos se pueden transportar a cualquier lugar del mundo para ser añadidos a un centro de procesamiento de datos ya existente, o ser combinados en un nuevo sistema de módulos. Normalmente, los centros de procesamiento de datos consisten de componentes estandarizados, haciendo así su construcción y producción más fácil y barata.
Los centros de procesamiento de datos modulares se fabrican de dos tipos. En el tipo más común, denominado centro de procesamiento de datos contenerizado o centro de procesamiento de datos modular portable, se instala el equipamiento de centro de procesamiento de datos (servidores, equipamiento de almacenamiento y redes) en un contenedor estándar el cual luego se transporta al destino. Los centros de procesamiento de datos contenerizados normalmente están equipados con su propio sistema de refrigeración.

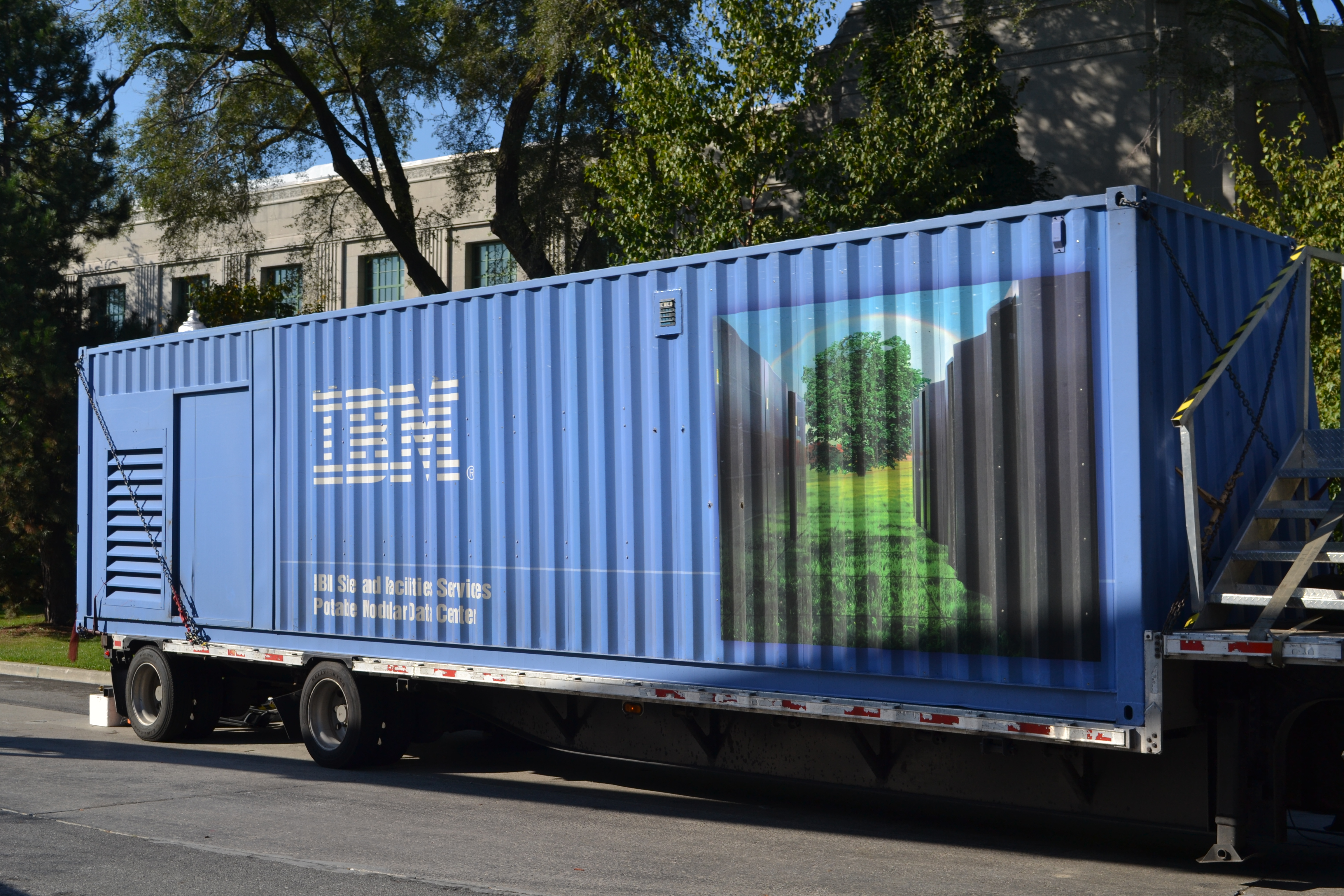
Centro de procesamiento de datos portable de IBM.

En la segunda forma de centros de procesamiento de datos se instala el equipamiento del centro de procesamiento de datos en una instalación hecha de componentes prefabricados que se puede construir rápidamente y ser expandida si es necesario.
Los centros de procesamiento de datos modulares forman parte de un tipo de infraestructura emergente, la infraestructura convergida, y fueron diseñados con varios aspectos en mente, como un uso de energía más eficiente incluyendo consideraciones respecto el entorno exterior, y reducir costes usando materiales de fabricación más económicos.
Es por eso que también se construyen estos centros de procesamiento de datos cuando no hay necesidad de moverlos, por ejemplo, se puede reducir el gasto eléctrico hasta un 40 por ciento.
Los centros de procesamiento de datos modulares están diseñados para un despliegue rápido, con eficiencia energética y alta densidad de computación. Estas características producen centros de procesamiento de datos a un coste menor y reducen su tiempo de construcción de manera significativa, de unos años a unos meses.